# Sergej Klimov
Sergej Aleksandrovič Klimov (in russo Сергей Александрович Климов?; Leningrado, 7 luglio 1980) è un dirigente sportivo, ex ciclista su strada e pistard russo. È stato campione del mondo juniores della corsa a punti su pista nel 1998, e professionista su strada dal 2005 al 2014. Dal 2018 è direttore sportivo del team femminile Roland (già Cogeas-Mettler e Israel Premier Tech).

## Carriera
Da junior vince il titolo mondiale su pista della corsa a punti nel 1998. Nel 2000 partecipa ai Giochi olimpici di Sydney, classificandosi all'ottavo posto nell'inseguimento a squadre. Da Under-23 ed Elite ha ottenuto tre vittorie su strada, una tappa al Tour de Normandie nel 2001, una alla Volta Ciclista a la Provincia de Tarragona nel 2002 e una alla Five Rings of Moscow nel 2013. Ha inoltre partecipato a tre edizioni del Giro d'Italia, con le maglie della Tinkoff Credit Systems e della Katusha.
Su pista da Elite conta quattro successi in prove di Coppa del mondo: a Mosca nel 2002 e nel 2003, e a Los Angeles nel 2006 nell'inseguimento a squadre, e a Manchester nel 2007 nella corsa a punti.
Dopo il ritiro dall'agonismo è diventato direttore sportivo: dal 2016 al 2017 presso il team Gazprom-RusVelo, dal 2018 con il team femminile Cogeas-Mettler, noto nel 2022 (anno dell'ingresso nel World Tour) come Roland Cogeas Edelweiss Squad, nel 2023 come Israel Premier Tech Roland e dal 2024 come Roland.

## Palmarès

### Pista
- 1998

Campionati del mondo, Corsa a punti juniors
- 2002

3ª prova Coppa del mondo, Inseguimento a squadre (Mosca, con Aleksej Markov, Aleksandr Serov e Denis Smyslov)
- 2003

1ª prova Coppa del mondo, Inseguimento a squadre (Mosca, con Nikita Es'kov, Aleksej Markov e Aleksandr Serov)
- 2004

Athens Open Balkan Championship, Corsa a punti
Athens Open Balkan Championship, Inseguimento
- 2006

3ª prova Coppa del mondo 2005-2006, Inseguimento a squadre (Los Angeles, con Ivan Rovnyj, Aleksandr Serov e Nikolaj Trusov)
- 2007

4ª prova Coppa del mondo 2006-2007, Corsa a punti (Manchester)

### Strada
- 2001

3ª tappa Tour de Normandie (Elbeuf > Flers)
- 2002

5ª tappa, 2ª semitappa Volta Ciclista a la Provincia de Tarragona (Mont-roig del Camp > Reus)
- 2013

3ª tappa Five Rings of Moscow (Mosca > Mosca)

#### Altri successi
- 2008

1ª tappa Settimana Ciclistica Lombarda (Brignano Gera d'Adda, cronosquadre)
- 2010

3ª tappa Vuelta a Burgos (Sasamón > Melgar de Fernamental, cronosquadre)

## Piazzamenti

### Grandi Giri
- Giro d'Italia

2008: 110º
2009: 137º
2010: 94º

### Classiche monumento
- Liegi-Bastogne-Liegi

2009: 115º
2010: 110º
- Giro di Lombardia

2008: 30º
2009: 94º

### Competizioni mondiali
- Campionati del mondo su pista

L'Avana 1998 - Corsa a punti juniors: vincitore
- Giochi olimpici

Sydney 2000 - Inseguimento a squadre: 8º